# Aktasty (stacja kolejowa)
Aktasty (kaz. Ақтасты; ros. Актасты) – stacja kolejowa w miejscowości Batpakty, w rejonie Osakarow, w obwodzie karagandyjskim, w Kazachstanie. Położona jest na linii Astana – Szu, na trasie Nowego Jedwabnego Szlaku.